# L'any del cometa
L'any del cometa (títol original: Year of the Comet) és una pel·lícula estatunidenca dirigida per Peter Yates, estrenada l'any 1992. Ha estat doblada al català.

## Argument
Margaret, una jove enòloga, és apressada en Escòcia pel seu pare Mason Harwood de l'empresa familiar londinenca Harwood Ltd per avaluar el contingut d'una cava d'un propietari d'un castell que acaba de morir. Hi descobreix una raríssima i gran ampolla de l'excepcional cuvée Lafitte de « l'any de l'aparició del gran cometa de 1811 ».
Informat per la seva filla, Mason Harwood estima el famós beuratge en un milió de dòlars i troba un comprador en la persona del ric americà T. T. Kelleher. Aquest delega a Escòcia el seu adjunt Oliver Plexico per repatriar el preciós nèctar en companyia de Margaret. Però la famosa ampolla és cobdiciada pel criminal francès Philippe i els seus acòlits disposats a tot per aconseguir-la...

## Repartiment
- Penélope Ann Miller: « Maggie » Margaret Harwood
- Tim Daly: Oliver Plexico
- Louis Jourdan: Philippe
- Ian Richardson: Sir Mason Harwood
- Timothy Bentinck: Richard Harwood
- Nick Brimble: Jamie
- Jacques Mathou: el doctor Roget
- Shane Rimmer: T. T. Kelleher
- Arturo Venegas: Luis

## Banda original
- Cançons i música editada per Varèse Sarabande:
  - Música instrumental de Hummie Mann
  - Cançó Alot of Livin' to do, lletra de Lee Adams i música de Charles Strouse
  - Cançó I Just Need a Pick Axe to Break Your (Heart of Stone), lletra de Susan Marder i música de Susan Marder/Hummie Mann
  - Música addicionel: Una petita música de nit de Wolfgang Amadeus Mozart, arrenjada per Charlotte Georg (alias Lee Ashley)

## Rodatge
- Període rodatge: 28 de maig al 23 d'agost de 1991[3]
- Exteriors: 
  - França: Villefranche-sur-Mer/Costa de Azur (Alps Marítims)
  - Regne Unit: Londres, Iver Heath (Anglaterra), Kyleakin, Skye, Terres altes d'Escòcia (Escòcia)
  - Estats Units: Valencia (Califòrnia)
- Interiors: Estudis Pinewood (Regne Unit)